# Sylvia Molloy
Sylvia Molloy (Buenos Aires, 19 de agosto de 1938-Long Island, 14 de julio de 2022) fue una escritora, editora y docente argentina. Con la publicación de su primera novela, En breve cárcel (1981), se convirtió en pionera en tratar los temas de la literatura LGBT argentina dentro de su obra. Además, estudió e hibridó la autobiografía como género literario en libros como El común olvido (2002) y Vivir entre lenguas (2016).

## Biografía
Sylvia Molloy nació el 19 de agosto de 1938 en la ciudad de Buenos Aires, Argentina, como hija de un padre irlandés y una madre francesa. Aprendió a hablar tres idiomas: español, inglés y francés.
En 1958, se trasladó a París, donde, en 1967, se doctoró en Literatura Comparada por La Sorbona. En 1970, se radicó en los Estados Unidos e impartió clases en las universidades de Yale y Princeton. En 1974, se convirtió en la primera profesora en conseguir un puesto titular en esa última universidad.
Molloy se desempeñó como becaria de la Fundación Guggenheim, del Fondo Nacional para las Humanidades, del Social Science Research Council y de la Fundación Civitella Ranieri. En 1981, publicó en la editorial Seix Barral su primer libro, la novela En breve cárcel, pionera de la literatura lésbica argentina. En el 2001, presidió la Modern Language Association of America y el Instituto Internacional de Literatura Iberoamericana. En el 2002, publicó en Norma su segunda novela, El común olvido, acerca de la última dictadura militar argentina. En el 2003, publicó el libro de relatos Varia imaginación (2003).
En el 2007, creó la maestría en escritura creativa en español en la Universidad de Nueva York, la primera de los Estados Unidos. Allí, además, ocupó la cátedra de Humanidades Albert Schweitzer. Esa misma universidad le otorgó el título de doctora honoris causa y de profesora emérita.
En el 2010, publicó en Eterna Cadencia su tercera novela, Desarticulaciones, sobre el alzheimer. En el 2016, publicó en la misma editorial su segunda colección de relatos, Vivir entre lenguas, una «reflexión autobiográfica» sobre sus distintos idiomas maternos. Además de ficción, publicó ensayos.
Molloy falleció de cáncer en la ciudad de Nueva York el 14 de julio de 2022, a los 83 años. Un año después de su muerte, Eterna Cadencia editó su tercer libro de relatos, Animalia.

## Obra

### Narrativa
- En breve cárcel (1981)
- El común olvido (2002)
- Varia imaginación (2003)
- Desarticulaciones (2010)
- Vivir entre lenguas (2016)
- Animalia (2022)

### Ensayo
- La Diffusion de la littérature hispano-américaine en France au XXe siècle (1972)
- Las letras de Borges (1979)
- At Face Value: Autobiographical Writing in Spanish America (1991)
- Acto de presencia: la literatura autobiográfica en Hispanoamérica (1997)
- Hispanisms and Homosexualities (1998, en colaboración con Robert McKee Irwin)
- Poéticas de la distancia: adentro y afuera de la literatura argentina (2006, en colaboración con Mariano Siskind)
- Poses de fin de siglo: desbordes del género en la modernidad (2012)
- Escribir París (2013, en colaboración con Enrique Vila-Matas)
- Citas de lectura (2017)

## Premios y becas
- 1986: Beca Guggenheim.
- 1994: Premio Konex al Ensayo Literario.[23]
- 2014: Premio Konex al Ensayo Literario.[23]